# Piruz Nahavandi

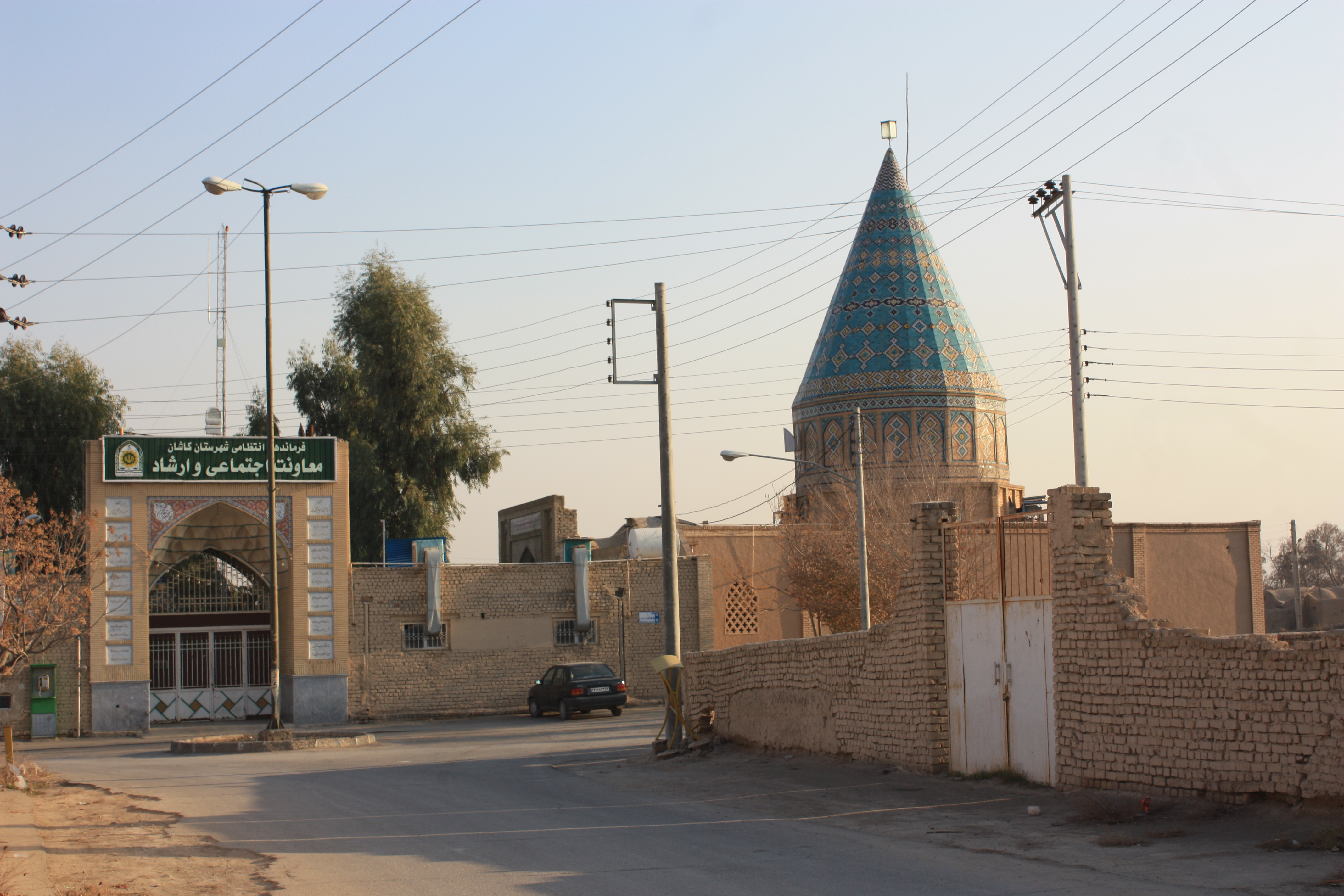
Den grav som anses vara Piruz Nahavandis sista viloplats är belägen strax utanför staden Kashan i Iran.

Piruz Nahavandi (persiska: پیروز نهاوندی) ("den segrande från Nahavand"), känd bland araber som Abu-Luluah al-Nahavandi, född i Nahavand, död i Kashan, var en persisk soldat under Rostam Farrokhzads befäl som tillfångatogs i Slaget vid al-Qadisiyya  år 636 där sasaniderna besegrades av araberna under kalifen Umar ibn al-Khattab. Piruz togs i egenskap av krigsfånge som slav till Arabien där han slutligen lyckades döda kalifen Umar ibn al-Khattab. Han betraktas som en hjälte av iranska nationalister.

## Tidiga liv
Piruz föddes i en zoroastrisk familj i Nahavand i västra Persien. Han utbildade sig till snickare och hantverkare. Enligt vissa källor var han ingenjör och expert på att konstruera väderkvarnar. Efter slaget i Qadisiyyah fördes han som krigsfånge till Medina och överlämnades som slav till en viss Mughira ibn Shu'ba. Vissa uppgifter gör gällande att han konverterade till islam för att uppnå högre status som slav.

## Mordet på Umar ibn al-Khattab
Enligt islamiska källor uppstod konflikten mellan Piruz och Umar ibn al-Khattab dels av ekonomiska skäl och dels för att Piruz ville ta hämnd för de olyckor som drabbat hans land efter den arabiska invasionen. Enligt Ibn Sa'ds Kitab al-Tabaqat al-Kabir (Boken om de stora klasserna) ska Piruz ha uttalat följande till en grupp persiska slavar i Medina: "Ni togs som slavar vid så låg ålder. Denne Umar söker förgöra våra hjärtan, men jag ska ta ut hans hjärta i gengäld!"
Mordet på Umar skedde under en morgonbön år 644 i Profetens moské i Medina. Piruz högg Umar med ett svärd sex gånger och högg vilt omkring sig samtidigt som han forcerade sig ut ur moskén. Enligt den sunnitiska traditionssamlingen Sahih al-Bukhari skadade han tretton personer varav sex dog senare. Sunnimuslimska källor anger att han tog sitt eget liv kort därefter. Shiamuslimska källor hävdar däremot att han lyckades återvända till Persien och levde resten av sitt liv i staden Kashan. Hans gravmonument, som uppfördes på 1000-talet, ligger i dag utanför Kashan på vägen till trädgården Bagh-e Fin.
Vissa säger att Piruz inte lyckades fly efter mordet. Han ville fly men en man från Bani Tamim-klanen tog fast honom och dödade honom. Abu Lulu begravdes även där i Medina.

## Shiamuslimskt perspektiv
Mordet på kalif Umar firas i varierande utsträckning bland shiamuslimer vilka av religiösa skäl anser Umar som en orättmätig härskare. Årsdagen av hans död firas i Iran och högtiden kallas Omar koshi (dödande av Umar). Man gör då en staty av Umar på vilken man kastar smuts och annat. Firandet anges alltjämt förekomma i avlägsna delar av Iran, men motarbetas av myndigheter och även vissa religiösa auktoriteter inom shia som ayatolla Mohammad Taqi Behjat Foumani avråder från firandet, då det bidrar till motsättningar.
År 2010 krävde den sunnitiska organisationen "International Union of Muslim Scholars" med säte i Qatar utan framgång att iranska staten skulle förstöra Piruz Nahavandis gravmonument.